# Long John Hunter
John Thurman Hunter Jr. (* 13. Juli 1931 in Ringgold, Louisiana, USA; † 4. Januar 2016 in Phoenix, Arizona, USA), bekannt als Long John Hunter, war ein US-amerikanischer Blues-Gitarrist, Sänger und Songwriter.

## Biografie
Hunter wurde am 13. Juli 1931 in Ringgold (Louisiana) geboren. Er wuchs auf einer Farm in Magnolia (Arkansas) auf, arbeitete aber mit Anfang zwanzig in einer Fabrik in Beaumont (Texas). Er kaufte seine erste Gitarre, nachdem er ein Konzert von B. B. King besucht hatte. Er nahm den Künstlernamen Long John Hunter an; seine erste Single She Used to Be My Woman, Rückseite Crazy Girl, wurde 1953 von Duke Records veröffentlicht. 1957 zog Hunter nach El Paso (Texas) und fand eine Anstellung als Musiker in der Lobby Bar in Juárez in Mexiko, gegenüber von El Paso. Er blieb dort über dreizehn Jahre und veröffentlichte Anfang der 1960er Jahre mehrere Singles bei lokalen Plattenfirmen. Zu diesen Titeln gehörte eine seiner bemerkenswertesten Nummern, El Paso Rock.
Die Lobby Bar wurde 1970 geschlossen, und Hunter spielte danach in El Paso, vor allem im King’s X. 1987 verließ er El Paso. Hunters Album Texas Border Town Blues erschien 1988, das Album Ride with Me 1992. Es folgten zwei weitere Alben bei Alligator Records, Border Town Legend (1996) und Swinging from the Rafters (1997). 1999 tat sich Hunter mit Lonnie Brooks und Phillip Walker zusammen, um Lone Star Shootout zu veröffentlichen. Hunters letzte Alben waren One Foot in Texas (2003, mit seinem Bruder Tom „Blues Man“ Hunter) und Looking for a Party (2009).
Nachdem er mit seinen Veröffentlichungen bei Alligator Records einem breiteren Publikum bekannt war, trat Hunter bei zahlreichen Festivals in Amerika und Europa auf, darunter das Chicago Blues Festival und das Long Beach Blues Festival.
Long John Hunter starb am 4. Januar 2016 in seinem Haus in Phoenix, Arizona, im Alter von 84 Jahren.